# Baszantara
Baszantara (arab. ‏بشنطرة‎) – miejscowość w Syrii, w muhafazie Aleppo. W 2004 roku liczyła 1632 mieszkańców.